# Alexandru Golban
Alexandru Golban (auch Alexander Golban; * 28. Februar 1979 in Chișinău, damals Sowjetunion, heute Republik Moldau) ist ein ehemaliger moldauischer Fußballspieler. Der Stürmer bestritt insgesamt 175 Spiele in der moldauischen Divizia Națională, der ukrainischen Premjer-Liha, der deutschen 2. Bundesliga, der rumänischen Liga 1 und der kasachischen Premjer-Liga. Für die moldauische Nationalmannschaft war er 15 Mal aktiv.

## Karriere
Golban spielte ab 2002 für den moldauischen Erstligaverein FC Dacia Chișinău und ab Januar 2004 für den ukrainischen Erstligisten Karpaty Lwiw. Im Januar 2007 wechselte er zu dem abstiegsbedrohten deutschen Zweitligisten Eintracht Braunschweig, der ihn im Rahmen der Kampagne „Elf Siege für die Zweite Liga“ verpflichtete, mit der der Verein den Abstieg in die Regionalliga verhindern wollte. Zur Saison 2007/08 stieg Braunschweig jedoch trotzdem in die Regionalliga ab und Golban verließ den Verein und schloss sich Ceahlăul Piatra Neamț an.
Golban bestritt 15 Länderspiele für die Republik Moldau.

## Privat
Golban ist Vater eines Kindes.